# Yaho (département)
Pour la ville, voir Yaho.
Yaho est un département et une commune rurale du Burkina Faso située dans la province du Balé et dans la région Boucle du Mouhoun.
Population : 19 370 habitants lors du dernier recensement en 2019.

## Villages
Les villages du département et la commune de Yaho sont :
- Yaho (3 583 habitants), chef-lieu
- Bondo (1 580 habitants)
- Fobiri (1 690 habitants)
- Grand-Balé (110 habitants)
- Kongoba (577 habitants)
- Madou (1 719 habitants)
- Mamou (2 843 habitants)
- Maoula (578 habitants)
- Mina (557 habitants)
- Mouni (1 020 habitants)